# Lecanoromicètides
Els lecanoromicètids (Lecanoromycetidae) són una subclasse de fongs ascomicots de la classe dels lecanoromicets (Lecanoromycetes). Són fongs majoritàriament liquenitzats (formen líquens).

## Taxonomia
La subclasse Lecanoromycetidae conté set ordres:
- Ordre Caliciales
- Ordre Lecanorales
- Ordre Lecideales
- Ordre Leprocaulales
- Ordre Peltigerales
- Ordre Rhizocarpales
- Ordre Teloschistales